# 田口謙蔵
| 大曲駅西口にある、田口松圃の歌碑 |  | 田沢湖畔にある、平福百穂の歌碑 |
| 大曲駅西口にある、田口松圃の歌碑 |  | 田沢湖畔にある、平福百穂の歌碑 |

田口 謙蔵（たぐち けんぞう、1883年2月6日 - 1956年1月16日）は、日本の新聞人、秋田県会議員、郷土史家。松圃（しょうほ）と号した。

## 来歴
田口家は秋田県の花館村の人であり、先祖は千助とされる。大曲町の素封家であった田口米吉の二男として産まれる。祖父・岩蔵が、謙蔵には幼くして非凡な才能のあることを見抜き、満三歳から大道政治郎という人をつけて勉強させた。大道の熱心な教育もあり、通常より2年早い5歳で大曲小学校に入学し神童と呼ばれる。
1891年に秋田市伝紳画会が平福穂庵の追悼画会として全国から作品を募集した際に、当時9歳の謙蔵も絵画を応募したが、審査にあたった鈴木百年、菅原白竜は筆致に感じて奉書紙に漢文の奨励詞を書いて、手づから与えた。なお、この時、当時15歳の平福百穂（平福穂庵の息子）も絵画を応募しており謙蔵と同じく奉書紙の奨励詞を受けている。平福百穂はこの画会を機として日本画家の道を歩んでいったが、謙蔵は祖父の岩蔵が、謙蔵を経済家か政治家として田口家を継がせたいとの思いから、絵を描くことを禁じられたため、日本画の方面の才能を伸ばすことは無かった。
謙蔵は13歳で秋田中学（現・秋田県立秋田高等学校）へ入学し、卒業後は上京して東京専門学校（後の早稲田大学）政経科に入学するが、文学のあこがれから文科の坪内逍遥に師事する。東京生活の間に謙蔵は高浜虚子、河東碧梧桐、長谷部言人、柳田国男、黒板勝美、伊藤左千夫らとの交流を持つ。しかし、政経科に入学させたにもかかわらず、文科に熱心なことを祖父の岩蔵が知ることになり、謙蔵は中退させられてしまう。虚子らとの交友は謙蔵が東京を去った後も続き、一例として1910年8月21日に百穂と虚子とホトトギス同人が戸米川村の石井露月を訪れた際の露月の日記に松圃の名前も挙がっている。
1904年に地元である大曲町で仙北新報（後の秋田民報）が誕生すると、謙蔵は同紙に随筆を載せ、1918年には仙北新報の2代目社長となり、1925年には仙北新報社長をしながら大曲町長に当選し2期を務める。1937年には秋田県会議員に当選し1期を務める。仙北新報社長は太平洋戦争中に地方紙が統合されるまで続いた。戦後、仙北新報が秋田民報と改題し発刊を再開した際には社長にはならなかったが、数多くの随筆を同紙にて発表している。他にも秋田魁新報をはじめとして寄稿先は多い。
また、俳人としても秋田在住の作家である赤川菊村、安藤和風、斉藤路葉、伊藤秋田坊、金沢青陽、中村月光、高田鴎水、小田野轢窓、渡辺曲水といった人々とで1906年に万流古吟社を結成し、俳句雑誌『まるこ川』、『白虹』を創刊する。
1932年には大曲町図書館長となり、亡くなるまで続いた。1948年には県重要美術調査委員、のち県文化財専門委員となって県内文化財の発掘にも努めた。
田口家は、田惣（たそう）の家と言われ、現在の木村医院の辺りにあったとされ、広大な土地を有していた。また、大曲の豪商だった田口栄吉は、謙蔵家の傍系にあたる。
大曲駅西口には、田口松圃の歌碑がある。菩提寺は、大曲の浜町にある本誓寺。

## 業績
- 『大曲小唄』 - 1930年に作られた歌。作詞：田口松圃、作曲：小田島樹人[2]
- 平福百穂歌碑 - 田沢湖の歌碑。1934年9月9日に田口松圃、赤川菊村らによって建立された[6]。併設されている田沢湖町による歌碑の説明にも明記されている。